# حضارات الأنديز

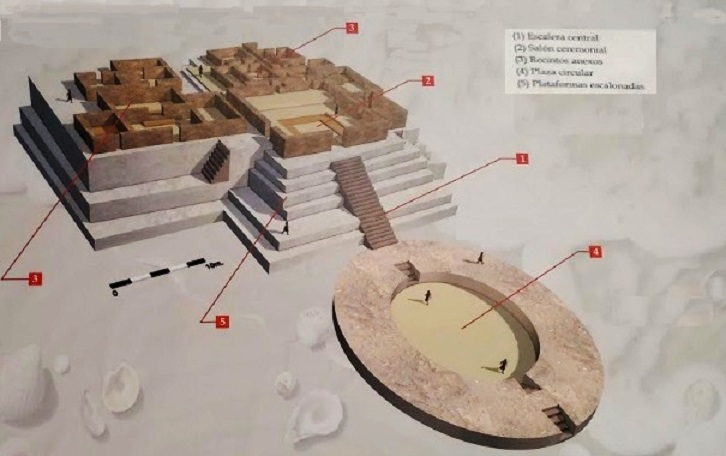

كانت الحضارات الأندية خليطًا من الثقافات والشعوب المختلفة التي تطورت بشكل أساسي في الصحاري الساحلية في بيرو. امتدت من جبال الأنديز في فنزويلا جنوبًا نزولًا منها إلى شمال الأرجنتين وتشيلي. يعتقد علماء الآثار أن الحضارات الأندية تطورت لأول مرة على السهل الساحلي الضيق للمحيط الهادي. تُعتَبر حضارة نورتي شيكو في البيرو أقدم حضارة في الأمريكتين، ويعود تاريخها إلى 3200 قبل الميلاد.
على الرغم من التحديات البيئية الصعبة، استزرعت الحضارات الأندية مجموعة واسعة من المحاصيل، التي أصبح بعضها ذا أهمية عالمية. برزت الحضارات الأندية بشكل ملحوظ في عدة نواحي، مثل الصروح المعمارية، والصناعات النسيجية، والعديد من الخصائص الفريدة للمجتمعات التي أنشأوها.
قبل أقل من قرن من وصول الغزاة الإسبان، وحّدت الإنكا، التي تأسست فعليًّا في البيرو، معظم الثقافات الأندية في دولة واحدة تضمّ كل ما يندرج عادةً تحت مسمّى الحضارة الأنديّة. بقي شعب المويسكا الكولومبي وشعب تيموتو كويكا الفنزويلي خارج مدار الإنكا. كانت إمبراطورية الإنكا خليطًا من اللغات والثقافات والشعوب.
أنهى الحكم الإسباني أو غيّر عناصر كثيرة من الحضارات الأندية، ما أثّر بشكل خاص على الدّين والعمارة.

## الطابع الفردي
كانت الحضارة الأندية واحدة من خمس حضارات في العالم اعتبرها العلماء «أصلية»، ونتجت من السكان الأصليين ولم تُشتَق من حضارات أخرى. نظرًا لانعزالها عن الحضارات الأخرى، وقع على عاتق سكان جبال الأنديز الأصليين مهمة التوصل إلى حلول خاصة بهم فريدة من نوعها في مواجهتهم للتحديات البيئية والاجتماعية.
افتقرت الحضارة الأندية إلى العديد من الخصائص التي تميزها عن الحضارات الأصلية في العالم القديم وعن ثقافات أمريكا الوسطى. أولاً، وربما الأهم، لم تملك الحضارات الأنديّة لغة مكتوبة. بدلاً من ذلك، استخدمت مجتمعاتهم الكيبو، وهو نظام من الأوتار المعقودة والملونة، لنقل المعلومات. بقي قليل من الكيبو ولم تُفكّ شيفرتها بالكامل. يختلف العلماء حول قدرة حبال الكيبو المعقودة على تسجيل البيانات العددية فقط أو إمكانية استخدامها أيضًا للاتصال السردي، الذي يُعتَبر نظامًا حقيقيّا للكتابة. يعود استخدام الكيبو على أقل تقدير إلى زمن إمبراطورية واري (600-1000 م) وربما إلى زمن حضارة نورتي شيكو في الألفية الثالثة قبل الميلاد.
افتقرت الحضارات الأنديّة أيضًا إلى المركبات ذات العجلات وحيوانات الجرّ. سافر الناس في البر سيراً على الأقدام واقتصر نقل البضائع على البشر أو حيوانات اللاما، وهي حيوانات يمكن أن تحمل حمولة تصل إلى ربع وزنها، بحد أقصى 45 كغ (99 رطل). لم تكن اللاما كبيرة أو قوية بما يكفي لاستخدامها في جرّ المحراث أو ركوبها من قبل البالغين.
علاوة على ذلك، واجهت الحضارات الأنديّة تحديات بيئية قاسية. نشأت الحضارات الأولى على الساحل الصحراوي الشديد-القحولة في بيرو. لم تكن الزراعة ممكنة إلا عن طريق سقاية الأنهار للوديان أثناء مرورها فيها قادمةً من جبال الأنديز المرتفعة، بالإضافة إلى بعض الواحات الضبابية التي تسمى لوماس في جبال الأنديز، كانت الزراعة محدودة بسبب التربة الرقيقة، والمناخ البارد، وهطول الأمطار القليل أو الموسمي، وندرة الأراضي المسطحة. قد تهبط الحرارة إلى درجات التجمد في كل شهر من العام على ارتفاعات تزيد عن 3000 متر (9,800 قدم)، التي كانت موطن العديد من الحضارات الأنديّة في المرتفعات.
أخيرًا، لم تستخدم الحضارات الأنديّة المال. لعبت مصنوعات آكس-ماني النحاسية (وتسمى أيضًا «نايبيس») وقواقع الفقاحة دور الوسيط في المبادلات التجارية في بعض المناطق، وخاصة سواحل الإكوادور، ولكن امتلكت معظم مناطق جبال الأنديز اقتصادات قائمة على المعاملة بالمثل وإعادة التوزيع بدلاً من المال والأسواق. لوحظت هذه الخصائص بشكل خاص خلال إمبراطورية الإنكا ولكنها نشأت في أوقات سابقة.

## الزراعة
ربما بدأت الزراعة في أمريكا الجنوبية في سواحل الإكوادور مع استزراع القرع حوالي 8000 قبل الميلاد من قبل الحضارات الناشئة قرب نهر لاس فيغاس.
يعتقد بعض العلماء أن أقدم الحضارات على ساحل البيرو قد اعتمدت في البداية على الموارد البحرية أكثر من الزراعة خلال فترة تأسيس مجتمعاتها. ومع ذلك، كما هو الحال في جميع الحضارات حتى أواخر القرن التاسع عشر، اعتُبرت الزراعة المهنة الرئيسية للغالبية العظمى من الناس. تُعدّ النباتات التي زرعها الشعب الأنديّ بمثابة أعظم مساهمة للحضارة الأنديّة في العالم الحديث. غالبًا ما كانت المحاصيل الأنديّة فريدة من نوعها في المنطقة. كانت الذرة، التي وجدت طريقها إلى جبال الأنديز من المكسيك، أهم المحاصيل في المرتفعات المنخفضة والمتوسطة. زرع الأنديون ما يقارب 70 نباتًا مختلفًا، أي ما يعادل تقريبًا عدد النباتات المزروعة في كل من أوروبا وآسيا. لم تعد الكثير من هذه النباتات مزروعة اليوم أو تحوّلت إلى محاصيل صغيرة، ولكن شملت النباتات المهمة التي استزرعت في جبال الأنديز أو بالقرب منها البطاطا والكينوا والطماطم والفلفل التشيلي والقطن والكوكا والتبغ والأناناس والفول السوداني والعديد من أنواع الفاصولياء. تمثلت الحيوانات المستأنسة في جبال الأنديز بكل من اللاما والخنازير الغينية.
تطلبت التحديات البيئية تقنيات زراعية متطورة. على عكس الشرق الأوسط، افتقرت جبال الأنديز إلى النباتات المزروعة بسهولة والنباتات ذات البذور الكبيرة مثل القمح والشعير والحيوانات الكبيرة والمستأنسة بسهولة مثل الخيول والماشية. وتطلبت الزراعة على الساحل الصحراوي تطوير الريّ. في الجبال، استدعت عوامل المناخ والتضاريس الحادة وجود مجموعة من الحلول التقنية مثل المدرجات (أندينيس)، واستغلال المناخات المَحليّة، والاصطفاء الاصطناعي. اعتاد الفلاحون نتيجةً للظروف المناخية غير المضمونة، على زراعة العديد من المحاصيل في عدة ارتفاعات. على المستوى الأكبر، طبّقت المجتمعات والدول الشيء نفسه مع الأرخبيل العمودي، إذ أقامت مستعمرات على ارتفاعات ومواقع مختلفة لزيادة إمكانيات النجاح الزراعي.

## الحضارات الأثرية

### كارال
كانت حضارة نورتي شيكو (وتسمى أيضًا كارال) مجتمعًا معقدًا في فترة ما قبل العصر الكولومبي، وضمّت ما يصل إلى 30 مركزًا سكانيًا رئيسيًا فيما يُعرف الآن بمنطقة نورتي شيكو على الساحل الشمالي لوسط البيرو. تُعتَبر أقدم حضارة معروفة في الأمريكيتين وأحد مهود الحضارات حيث نشأت الحضارة بشكل منفصل في العالم القديم. ازدهرت هذه الحضارة ما بين القرن الثلاثين قبل الميلاد والقرن الثامن عشر قبل الميلاد. اشتق الاسم البديل، كارال-سوب، من مدينة كارال المقدسة القابعة في وادي سوب، التي تُعتَبر مركزًا كبيرًا ذي موقع مدروس لحضارة نورتي شيكو. نشأ مجتمع معقد في نورتي شيكو بعد ألف عام من قيام الحضارة السومرية في بلاد الرافدين، إذ تزامن مع الأهرامات المصرية، وسبق بما يقرب ألفي عام حضارة الأولمك في أمريكا الوسطى

### تشافين
يُعتَقد أن ثقافة تشافين كانت في الأساس حركة دينية. بدأت الثقافة على ما يبدو في المرتفعات البيروفية ثم انتشرت في جميع أنحاء البلاد. تتميز ثقافة تشافين بأساليب فنية مميزة للغاية، خاصة في الأواني الفخارية بشكل الدمى، والتي كان لعدد منها أشكال تشبه القطط. كان تشافين دي هوانتار مركزًا هامًا للطقوس الثقافية لتشافين، إذ يعود تاريخه إلى حوالي 1500 عام قبل الميلاد.

### نازكا
كانت حضارة نازكا (أو نازكا) هي الحضارة الأثرية التي ازدهرت من 100 إلى 800 م بجوار الساحل الجنوبي الجاف للبيرو في وديان الأنهار في ريو غراندي دي نازكا ووادي إيكا (سيلفرمان وبرولكس، 2002). بعد تأثرها بشكل كبير بحضارة باراكاس السابقة، والتي عُرِفت بالمنسوجات المعقدة للغاية، أنتجت نازكا مجموعة من الحرف والتقنيات الجميلة مثل السيراميك والمنسوجات والجيوغليف (المعروفة باسم خطوط نازكا). قاموا أيضًا ببناء نظام مثير للإعجاب لقنوات المياه الجوفية، والمعروفة باسم بيوكيوس، والتي لا تزال تعمل حتى اليوم. سُمّيت مقاطعة نازكا في منطقة إيكا بهذا الاسم نسبةً لهذا الشعب.